# Azerbaijan Airlines

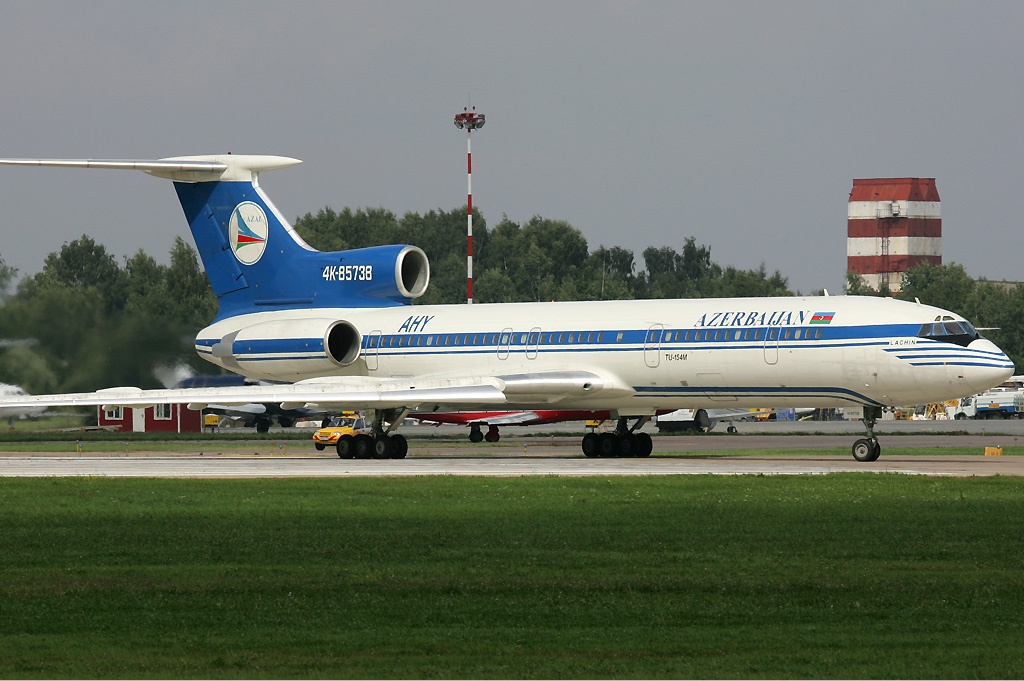
Tu-154 w starym malowaniu linii Azerbaijan Airlines

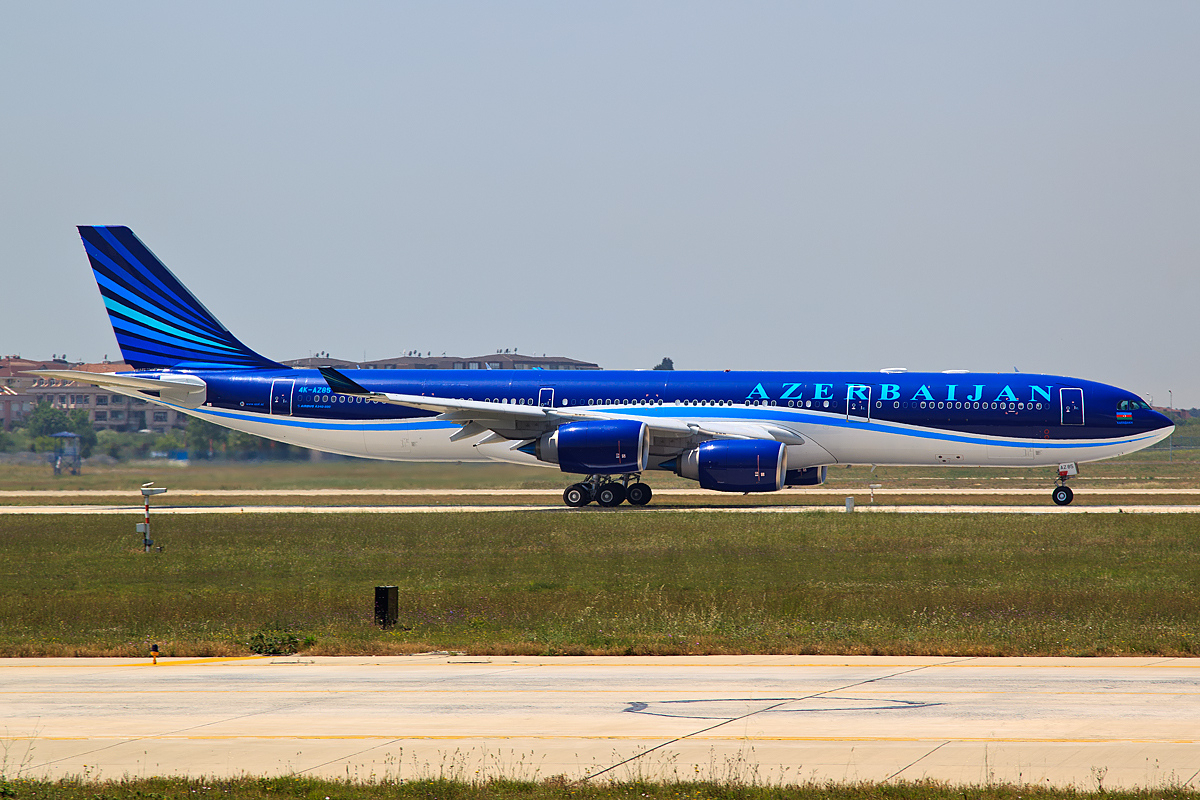
Airbus A340 linii Azerbaijan Airlines

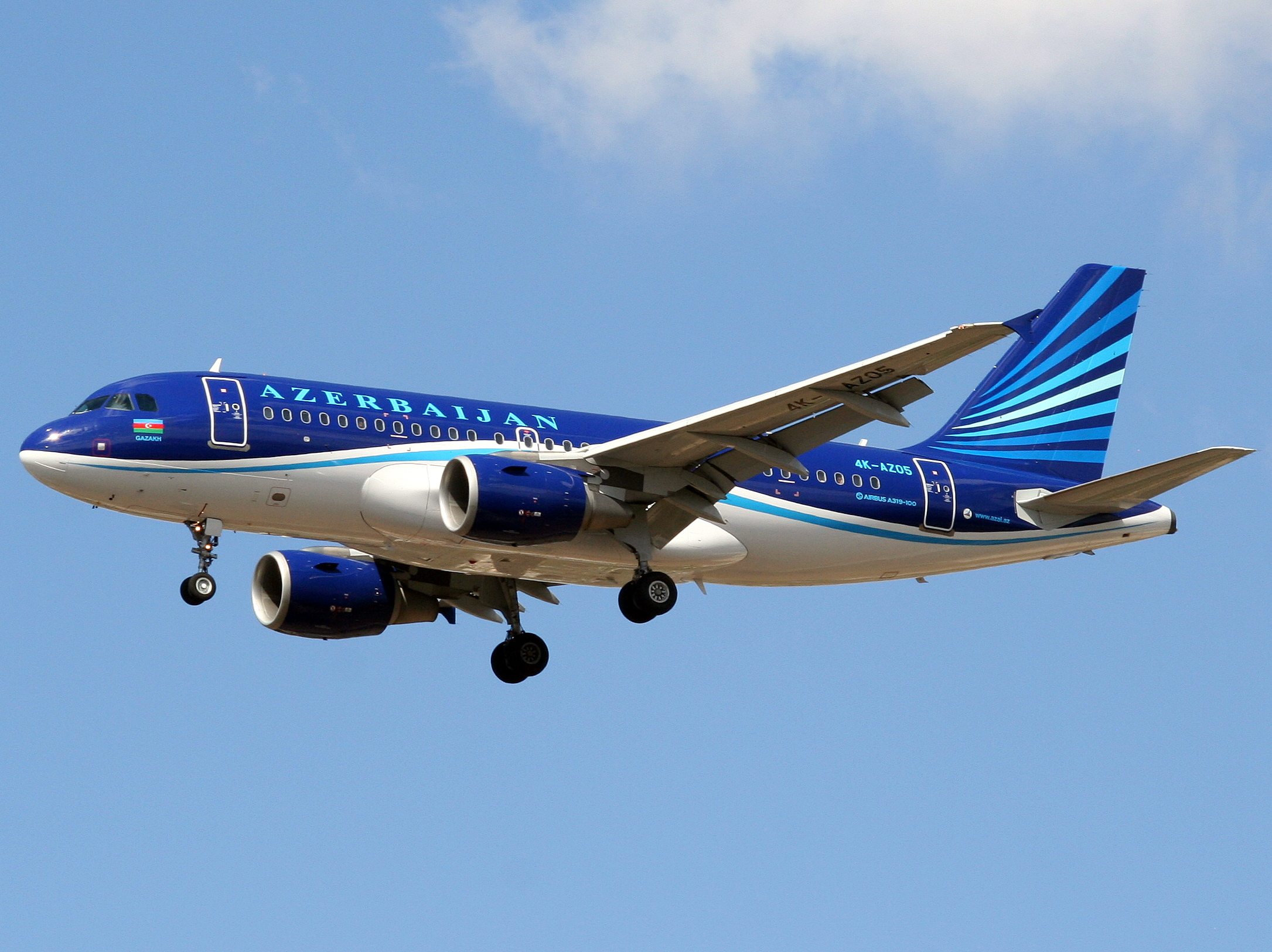
Airbus A319 linii Azerbaijan Airlines

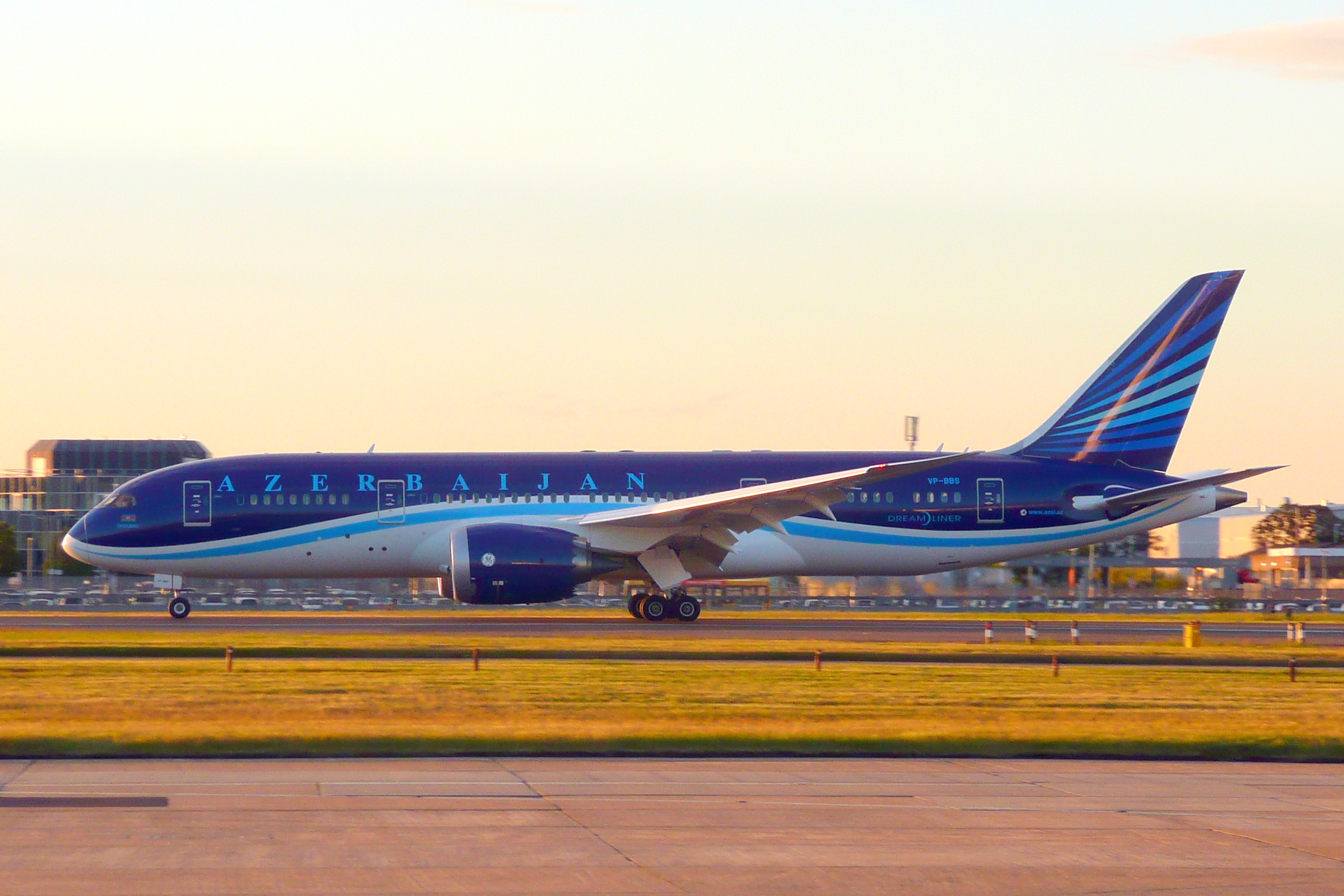
Boeing 787 Dreamliner linii Azerbaijan Airlines

Azerbaijan Airlines – azerskie narodowe linie lotnicze z siedzibą w Baku. Obsługują połączenia do krajów Europy i Azji. Głównym węzłem jest Port lotniczy Baku.

## Porty docelowe

### Azja
- Afganistan
  - Kabul (port lotniczy Kabul)
- Azerbejdżan
  - Baku (port lotniczy Baku) węzeł
  - Gandża (port lotniczy Gandża)
  - Lenkoran (port lotniczy Lenkoran)
  - Nachiczewan (port lotniczy Nachiczewan)
  - Zakatala (port lotniczy Zakatala)
- Chiny
  - Urumczi (port lotniczy Ürümqi-Diwopu)
- Gruzja
  - Tbilisi (port lotniczy Tbilisi)
- Iran
  - Teheran (port lotniczy Teheran-Imam Khomeini)
- Izrael
- Tel Awiw-Jafa (port lotniczy Tel Awiw-Ben Gurion)
- Kazachstan
  - Aktau (port lotniczy Aktau)
- Turcja
  - Ankara (port lotniczy Ankara)
  - Antalya (port lotniczy Antalya)
  - Stambuł (port lotniczy Stambuł-Atatürk)
- Zjednoczone Emiraty Arabskie
  - Dubaj (port lotniczy Dubaj)

### Europa
- Białoruś
  - Mińsk (port lotniczy Mińsk)
- Czarnogóra
  - Tivat (port lotniczy Tivat) - sezonowo
- Francja
  - Paryż (port lotniczy Paryż-Roissy-Charles de Gaulle)
- Rosja
  - Mineralne Wody (port lotniczy Mineralne Wody)
  - Moskwa (port lotniczy Moskwa-Domodiedowo)
  - Moskwa (port lotniczy Moskwa-Wnukowo) - sezonowo
  - Niżny Nowogród (port lotniczy Niżny Nowogród)
  - Sankt Petersburg (port lotniczy Petersburg-Pułkowo)
- Ukraina
  - Kijów (port lotniczy Kijów-Boryspol)
- Wielka Brytania
  - Londyn (port lotniczy Londyn-Gatwick)
- Włochy
  - Mediolan (port lotniczy Mediolan-Malpensa)

## Flota
Według stanu na listopad 2024 flota Azerbaijan Airlines składała się z 35 samolotów o średnim wieku 13,1 lat:
| Samolot         | Samolot | Samolot   | Liczba miejsc | Liczba miejsc | Liczba miejsc | Liczba miejsc | Uwagi                                                    |
| Model           | Aktywne | Zamówione | B             | P             | E             | Łącznie       | Uwagi                                                    |
| --------------- | ------- | --------- | ------------- | ------------- | ------------- | ------------- | -------------------------------------------------------- |
| Airbus A319-100 | 4       | -         | 8             | -             | 114           | 122           |                                                          |
| Airbus A320-200 | 3       | -         | 20            | -             | 126           | 146           |                                                          |
| Airbus A320-200 | 3       | -         | 12            | -             | 144           | 156           |                                                          |
| Airbus A320-200 | 3       | -         | -             | -             | 174           | 174           |                                                          |
| Airbus A320-200 | 1       | -         |               |               |               |               | Konfiguracja VIP                                         |
| Airbus A320neo  | 3       | -         | -             | -             | 186           | 186           |                                                          |
| Airbus A340-500 | 2       | -         | 36            | -             | 210           | 246           |                                                          |
| Airbus A340-600 | 1       | -         |               |               |               |               | Konfiguracja VIP                                         |
| Boeing 757-200  | 1       | -         | 22            | -             | 158           | 180           |                                                          |
| Boeing 767-300  | 2       | -         | 22            | -             | 176           | 198           |                                                          |
| Boeing 767-300  | 1       | -         |               |               |               |               | Konfiguracja VIP                                         |
| Boeing 777-200  | 1       | -         |               |               |               |               | Konfiguracja VIP                                         |
| Boeing 787-8    | 2       | -         | 18            | 35            | 157           | 210           |                                                          |
| Embraer E190    | 7       | -         | -             | -             | 106           | 106           | Jeden utracony w katastrofie lotu 8243 z 25 grudnia 2024 |
| Łącznie         | 35      | 0         |               |               |               |               |                                                          |